# Cyrtodactylus gordongekkoi
Cyrtodactylus gordongekkoi là một loài thằn lằn trong họ Gekkonidae. Loài này được Das miêu tả khoa học đầu tiên năm 1994.